# Rubia jesoensis
Rubia jesoensis là một loài thực vật có hoa trong họ Thiến thảo. Loài này được (Miq.) Miyabe & Kudo miêu tả khoa học đầu tiên năm 1915.